# Alain Bideau
Pour les articles homonymes, voir Alain Bideau (pétanque) et Bideau.
Alain Bideau, né le 30 janvier 1946 à Lyon, est un historien et démographe français. Il est cofondateur et délégué général du Centre Jacques Cartier, basé à Lyon, en France, et directeur de recherche au Centre national de recherche scientifique (LARHRA, CNRS/ENS…).

## Biographie
Alain Bideau est titulaire d’un doctorat (1980) en histoire économique et démographique. Il a été professeur invité à l’Université de Montréal (Québec, Canada) durant de nombreuses années et à l’Université fédérale du Paraná (Brésil). II a également été conseiller technique auprès du ministre de l’Enseignement supérieur et de la Recherche de 1993 à 1995 (ministère François Fillon) et président de la Société de démographie historique de 1995 à 2006. Il est directeur de recherche au CNRS depuis 1996 et Directeur de recherche en classe exceptionnelle depuis 2012 et émérite 2013-2018. Il est aussi chargé de mission à l'Institut des sciences humaines et sociales (INSHS) du CNRS depuis 2011 et co-responsable scientifique du salon Innovative. 
C’est en 1984 qu’Alain Bideau fonde avec Charles Mérieux le Centre Jacques Cartier, un lieu d’études, d’échanges et de recherche voué à l’établissement et à la coordination de partenariats scientifiques, économiques et culturels entre la région Rhône-Alpes, le Québec et le Canada. Après avoir dirigé le Centre Jacques Cartier, il en est nommé délégué général en 2009. En 1987, il lance les Entretiens Jacques Cartier, une série de colloques où se retrouvent professionnels, spécialistes et chercheurs. Une année sur trois, cet événement se tient non pas à Lyon, mais à Montréal. Chaque année, près de 2 500 participants et environ 650 conférenciers y assistent. Bon nombre proviennent de la France et du Québec, mais aussi d’une trentaine de pays à travers le monde.
Depuis 2014, se consacre aux relations scientifiques entre l'INSHS et le Fonds de Recherche du Québec - Arts et Sciences.
Alain Bideau a participé activement à la politique municipale. De 1995 à 2001, il a notamment été adjoint au maire de la Ville de Lyon (mandat de Raymond Barre), de même que délégué aux Marchés Publics et Travaux ainsi qu’à la Politique Sportive. Il a ensuite été conseiller municipal de la Ville de Lyon de 2001 à 2007. Il a en outre été vice-président de la Communauté urbaine de Lyon, chargé des relations institutionnelles et des relations avec la Région Urbaine de Lyon de 2001 à 2004.
Alain Bideau a siégé à divers conseils d’administration, dont ceux du centre de création musicale GRAME et des Chœurs et solistes de Lyon-Bernard Tétu. Il est également, depuis 2004, président du Centre culturel de rencontre d’Ambronay, consacré à la musique ancienne et au spectacle vivant et depuis 2014, Président d'honneur.

## Travaux
Depuis une trentaine d’années, Alain Bideau a orienté ses travaux de recherche vers l’étude de la concentration géographique des maladies héréditaires à l’échelle régionale. Il est l’auteur de plus de 110 publications scientifiques dans les revues internationales de sa discipline et d’ouvrages divers.
Alain Bideau a notamment participé à la publication aux Presses Universitaires de France (PUF) de l’ouvrage collectif L’histoire de la population française en quatre volumes publié en 1988, dont il a rédigé les chapitres sur la fécondité (1680-1789) et la mortalité des enfants (1600-1789), ouvrage réédité au printemps 1995. Il a publié en 2007 dans la collection « Études et enquêtes historiques de l’INED », l’ouvrage Essai de démographie historique et de génétique des populations. Une population du Jura méridional du XVIIe siècle à nos jours. L’ouvrage Pour une démographie historique des contacts culturels. L’histoire d’une communauté d’origine germanique au Brésil méridional, XIXe et XXe siècles paraîtra en 2011 dans la même collection. 
Alain Bideau est membre du comité éditorial des Annales de démographie historique aux Éditions Belin depuis 1994. Il a aussi été directeur de la collection « Les Chemins de la Recherche» du Programme Rhône-Alpes de recherche en sciences humaines et de la collection « Transversale », coéditée par les Presses Universitaires de Lyon (1983-1993).
Il préside le conseil scientifique de la Fondation Flaubert (Université de Rouen) depuis 2014.
Avec le recteur Christian Philip, il participe comme conseiller à la création des entretiens de Nîmes Métropole (2016).

## Distinctions
Alain Bideau est lauréat de plusieurs distinctions françaises et internationales, dont :
- 31 janvier 1989 :  Chevalier de l'ordre national du Mérite
- 25 mai 2004 :  Officier de l'ordre national du Mérite[11]
- 6 octobre 2004 :  Chevalier de l'Ordre national du Québec[1]
- 19 mars 2005 : Prix Jacques Rousseau André Siegfried de la coopération universitaire franco-québécoise
- 3 décembre 2006 :  Chevalier de la Légion d'honneur[12]
- 21 novembre 2010 :  Officier de l'ordre des Arts et des Lettres[13],[14]
- 21 octobre 2013 : Prix Samuel de Champlain par l'Institut France-Canada avec le soutien de la Fondation MacDonald-Stewart
- 18 novembre 2016 : Réception comme membre étranger à la Société Royale du Canada, Académie des sciences sociales (Kingston, Ontario, Canada)